# Eleotris annobonensis
Eleotris annobonensis är en fiskart som beskrevs av Blanc, Cadenat och Stauch, 1968. Eleotris annobonensis ingår i släktet Eleotris och familjen Eleotridae. IUCN kategoriserar arten globalt som otillräckligt studerad. Inga underarter finns listade i Catalogue of Life.